# Chakali
Le chakali est une langue gourounsi parlée au Ghana.